# Ятрохімія
Ятрохі́мія (від грец. ἰατρός — лікар) — напрям у природничих науках та медицині 16-18 століть, представники якого розглядали процеси, що відбуваються в організмі, як хімічні явища, хвороби — як результат порушення хімічної рівноваги і ставили задачу пошуку хімічних засобів їхнього лікування. Творцем і яскравим представником ятрохімії був Парацельс.
Розвиток ятрохімії, яка набула найбільшого поширення у Німеччині та Нідерландах, окрім Парацельса пов'язаний з діяльністю Я. Б. ван Гельмонта, лікаря й анатома Ф. Бое (Сільвіуса, 1614-72), який сформулював основні положення ятрохімії і відкрив при Лейденському університеті першу хімічну лабораторію для аналізів. Представники ятрохімії приділяли особливу увагу вивченню процесів травлення, а також статевих та інших залоз; розрізняли «кислотні» і «лужні» хвороби. Власне кажучи, ятрохімія підводила наукову (хімічну) основу під теорію гуморальної патології.
Критикуючи ятрохімію, Роберт Бойль вказував, що хімія має самостійну задачу «визначення складу речовин, що дозволить збагатити і медицину». Зігравши позитивну роль у боротьбі з догмами схоластичної середньовічної медицини, ятрохімія у 2-й половині 18 ст. перестала існувати як напрямок у медицині.